# Смаження з перемішуванням

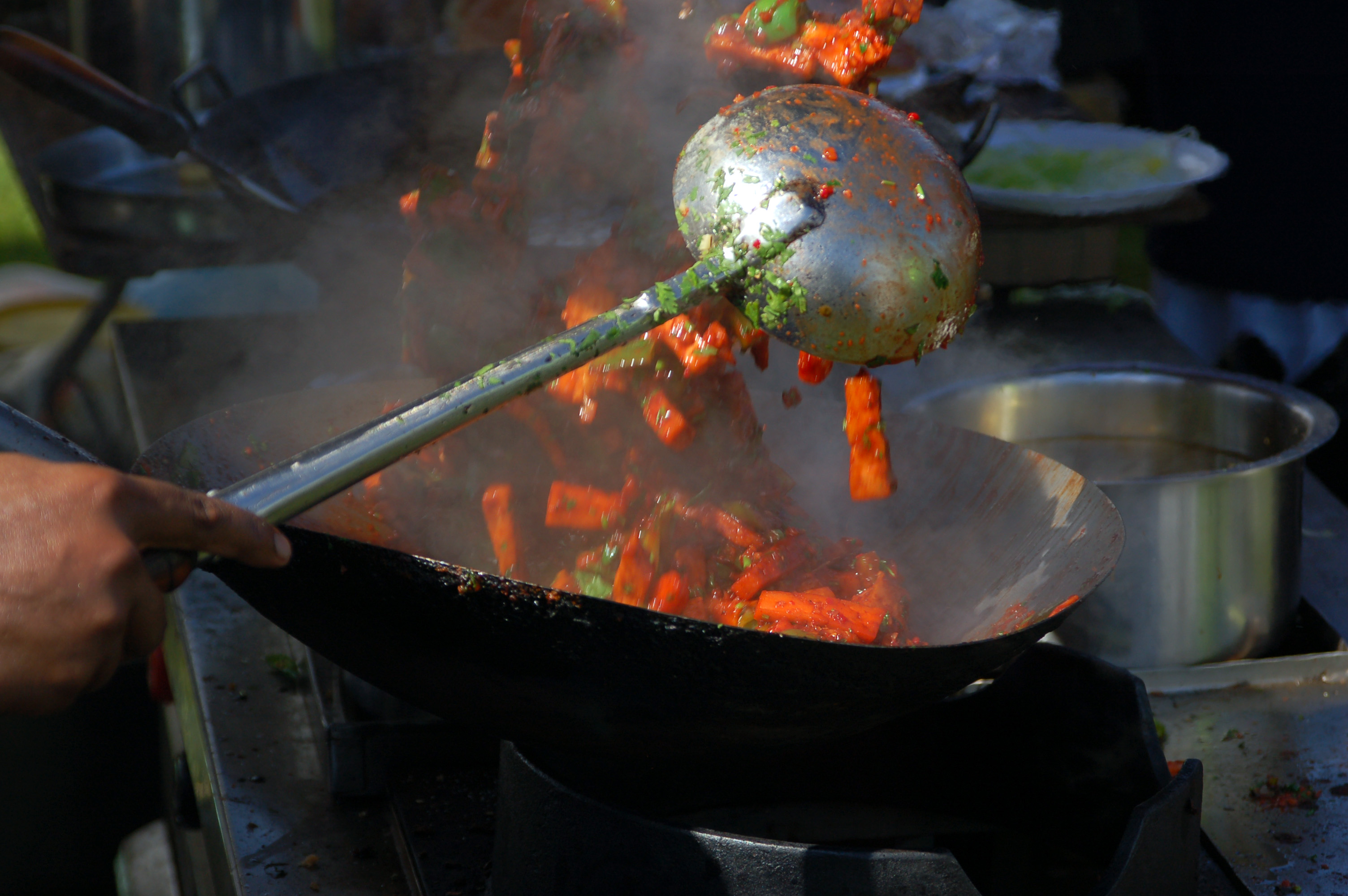
Смаження з перемішуванням

Смаження з перемішуванням, коротке смаження (англ. stir-frying) — один з характерних для кухні Далекого Сходу способів приготування смажених страв. Суть цієї техніки полягає у короткотривалому підігріванні складників їжі на сильному вогні у поєднанні з одночасним інтенсивним перемішуванням. Смаження такого типу виконується у воку, великій сковороді з випуклим дном, завдяки чому змішувані складники протягом усього часу збираються у середині сковороди.
Для смаження з перемішуванням м'ясо ріжуть дуже тонкими пластинками, а овочі тонкими пластівцями.